# Jitnița, Dobrici
Jitnița (în bulgară Житница, în română Bazaurtul Mic) este un sat în comuna Dobricika, regiunea Dobrici, Dobrogea de Sud, Bulgaria. 
Între anii 1913-1940 a făcut parte din plasa Ezibei a județului Caliacra, România. Împreună cu satul Bazaurtul de Mijloc formau comuna Bazaurturile.

## Demografie
Componența etnică a satului Jitnița
     Bulgari (53,69%)
     Romi (29,94%)
     Nicio identificare (15,56%)
     Turci (0,79%)
La recensământul din 2011, populația satului Jitnița era de 501 locuitori. Din punct de vedere etnic, majoritatea locuitorilor (53,69%) erau bulgari, cu o minoritate de romi (29,94%). Pentru 15,56% din locuitori nu este cunoscută apartenența etnică.